# ICC Men’s T20 World Cup Global Qualifier Group B 2022
Der ICC Men’s T20 World Cup Global Qualifier Group B 2022 war ein Qualifikationsturnier für den ICC T20 World Cup 2022, der Weltmeisterschaft im Twenty20-Cricket und wurde zwischen dem 11. und 17. Juli 2022 in Simbabwe ausgetragen. Insgesamt qualifizierten sich zwei Mannschaften für die Weltmeisterschaft, während zwei weitere Plätze im Gruppe A-Turnier vergeben wurden, dass im Februar 2022 in Oman ausgetragen wurde. In diesem Turnier qualifizierten sich Gastgeber Simbabwe und die Niederlande.

## Teilnehmer
Insgesamt nehmen acht Mannschaften an dem Turnier teil. Zwei Mannschaften waren in der Vorrunde des ICC Men’s T20 World Cup 2021 ausgeschieden.
| - Niederlande | - Papua-Neuguinea |

Zwei weitere Mannschaften gehörten zu den vier höchstplatzierten Teams in der ICC T20I Championship, die sich noch nicht qualifiziert hatten.
| - Singapur | - Simbabwe |

Vier weitere Mannschaften qualifizierten sich über ein System von fünf regionalen Qualifikationsturnieren.
| - Hongkong - Jersey | - Uganda - Vereinigte Staaten |

## Format
Die acht Mannschaften wurden in zwei Gruppen zu je vier Mannschaften aufgeteilt. In diesen spielt jeweils jedes Team gegen jedes andere. Die beiden Gruppenersten qualifizieren sich direkt für das Halbfinale und dessen Sieger für das Finale und das Finalturnier. Alle Plätze werden ausgespielt.

## Kaderlisten
Irland benannte seinen Kader am 21. Januar 2022.
| - Nizakat Khan (K) - Zeeshan Ali - Haroon Arshad - Mohammad Ghazanfar - Adit Gorawara - Babar Hayat - Aftab Hussain - Aizaz Khan - Ehsan Khan - Scott McKechnie (wk) - Yasim Murtaza - Kinchit Shah - Ayush Shukla - Mohammad Waheed - Shahid Wasif     | - Charles Perchard (K) - Daniel Birrell - Dominic Blampied - Harrison Carlyon - Jake Dunford (wk) - Nick Greenwood - Jonty Jenner - Elliot Miles - Rhys Palmer - Ben Stevens - Julius Sumerauer - Asa Tribe - Zak Tribe - Benjamin Ward               | - Scott Edwards (K) - Shariz Ahmad - Philippe Boissevain - Tom Cooper - Bas de Leede - Aryan Dutt - Brandon Glover - Fred Klaassen - Paul van Meekeren - Stephan Myburgh - Teja Nidamanuru - Max O’Dowd - Tim Pringle - Vikramjit Singh - Logan van Beek | - Assad Vala (K) - Charles Amini - Simon Atai - Sese Bau - Riley Hekure - Semo Kamea - Kabua Morea - Alei Nao - Damien Ravu - Lega Siaka - Chad Soper - Norman Vanua - Hila Vare - Tony Ura                                                  |
| Simbabwe | Singapur | Uganda | Vereinigte Staaten |
| - Craig Ervine (K) - Ryan Burl - Regis Chakabva - Tendai Chatara - Luke Jongwe - Innocent Kaia - Wesley Madhevere - Tadiwanashe Marumani - Wellington Masakadza - Blessing Muzarabani - Richard Ngarava - Sikandar Raza - Milton Shumba - Sean Williams | - Amjad Mahboob (K) - Vinoth Baskaran - Surendran Chandramohan - Aman Desai (wk) - Rezza Gaznavi - Neil Karnik - Anantha Krishna - Arjun Mutreja - Navin Param - Janak Prakash - Akshay Puri - Rohan Rangarajan - Manpreet Singh (wk) - Aryaman Sunil | - Brian Masaba (K) - Fred Achelam - Frank Akankwasa - Bilal Hassan - Cosmas Kyewuta - Juma Miyagi - Roger Mukasa - Dinesh Nakrani - Frank Nsubuga - Ronak Patel - Riazat Ali Shah - Henry Ssenyondo - Simon Ssesazi - Kenneth Waiswa                     | - Monank Patel(K) - Aaron Jones (VK) - Marty Kain - Ali Khan - Jaskaran Malhotra - Sushant Modani - Yasir Mohammad - Saurabh Netravalkar - Nisarg Patel - Gajanand Singh - Cameron Stevenson - Steven Taylor - Rusty Theron - Vatsal Vaghela |

## Vorrunde

### Gruppe A
Tabelle
| Gruppe A           | Sp. | S | N | NR | P | NRR    |
| ------------------ | --- | - | - | -- | - | ------ |
| Simbabwe           | 3   | 3 | 0 | 0  | 6 | +3.000 |
| Vereinigte Staaten | 3   | 2 | 1 | 0  | 4 | +1.779 |
| Jersey             | 3   | 1 | 2 | 0  | 2 | –0.484 |
| Singapur           | 3   | 0 | 3 | 0  | 0 | –4.267 |

 Spiele
| 11. Juli Scorecard | Bulawayo (QSC) | Simbabwe 236-5 (20)           | – | Singapur 125-7 (20) |
|                    |                | Simbabwe gewinnt mit 111 Runs |   |                     |

Singapur gewann den Münzwurf und entschied sich als Feldmannschaft zu beginnen. Als Spieler des Spiels wurde Sikandar Raza ausgezeichnet.
| 11. Juli Scorecard | Bulawayo (BAC) | Jersey 154-5 (20)                        | – | Vereinigte Staaten 159-2 (18.1) |
|                    |                | Vereinigte Staaten gewinnt mit 8 Wickets |   |                                 |

Die Vereinigten Staaten gewannen den Münzwurf und entschieden sich als Feldmannschaft zu beginnen. Als Spieler des Spiels wurde Steven Taylor ausgezeichnet.
| 12. Juli Scorecard | Bulawayo (QSC) | Simbabwe 146-8 (20)          | – | Jersey 123-5 (20) |
|                    |                | Simbabwe gewinnt mit 23 Runs |   |                   |

Jersey gewann den Münzwurf und entschied sich als Feldmannschaft zu beginnen. Als Spieler des Spiels wurde Sean Williams ausgezeichnet.
| 12. Juli Scorecard | Bulawayo (BAC) | Vereinigte Staaten 201-6 (20)           | – | Singapur 69 (15.2) |
|                    |                | Vereinigte Staaten gewinnt mit 132 Runs |   |                    |

Singapur gewann den Münzwurf und entschied sich als Feldmannschaft zu beginnen. Als Spieler des Spiels wurde Saurabh Netravalkar ausgezeichnet.
| 14. Juli Scorecard | Bulawayo (QSC) | Simbabwe 185-6 (20)          | – | Vereinigte Staaten 139-8 (20) |
|                    |                | Simbabwe gewinnt mit 46 Runs |   |                               |

Simbabwe gewann den Münzwurf und entschied sich als Schlagmannschaft zu beginnen. Als Spieler des Spiels wurde Sikandar Raza ausgezeichnet.
| 14. Juli Scorecard | Bulawayo (BAC) | Jersey 154-7 (20)          | – | Singapur 141-7 (20) |
|                    |                | Jersey gewinnt mit 13 Runs |   |                     |

Jersey gewann den Münzwurf und entschied sich als Schlagmannschaft zu beginnen. Als Spieler des Spiels wurde Manpreet Singh ausgezeichnet.

### Gruppe B
Tabelle
| Gruppe B        | Sp. | S | N | NR | P | NRR    |
| --------------- | --- | - | - | -- | - | ------ |
| Niederlande     | 3   | 3 | 0 | 0  | 6 | +3.473 |
| Papua-Neuguinea | 3   | 1 | 2 | 0  | 2 | –0.419 |
| Hongkong        | 3   | 1 | 2 | 0  | 2 | –0.898 |
| Uganda          | 3   | 1 | 2 | 0  | 2 | –1.996 |

 Spiele
| 11. Juli Scorecard | Bulawayo (QSC) | Niederlande 163-7 (20)          | – | Papua-Neuguinea 111 (19.4) |
|                    |                | Niederlande gewinnt mit 52 Runs |   |                            |

Die Niederlande gewannen den Münzwurf und entschieden sich als Schlagmannschaft zu beginnen. Als Spieler des Spiels wurde Bas de Leede ausgezeichnet.
| 11. Juli Scorecard | Bulawayo (BAC) | Hongkong 87-9 (20)           | – | Uganda 88-8 (19.3) |
|                    |                | Uganda gewinnt mit 2 Wickets |   |                    |

Hongkong gewann den Münzwurf und entschied sich als Schlagmannschaft zu beginnen. Als Spieler des Spiels wurde Dinesh Nakrani ausgezeichnet.
| 12. Juli Scorecard | Bulawayo (QSC) | Hongkong 116 (18.1)              | – | Niederlande 117-3 (13.2) |
|                    |                | Niederlande gewann mit 7 Wickets |   |                          |

Hongkong gewann den Münzwurf und entschied sich als Schlagmannschaft zu beginnen. Als Spieler des Spiels wurde Logan van Beek ausgezeichnet.
| 12. Juli Scorecard | Bulawayo (BAC) | Uganda 160-4 (20)                     | – | Papua-Neuguinea 161-2 (16.4) |
|                    |                | Papua-Neuguinea gewinnt mit 8 wickets |   |                              |

Papua-Neuguinea gewann den Münzwurf und entschied sich als Feldmannschaft zu beginnen. Als Spieler des Spiels wurde Assad Vala ausgezeichnet.
| 14. Juli Scorecard | Bulawayo (QSC) | Niederlande 187-3 (20)          | – | Uganda 90-9 (20) |
|                    |                | Niederlande gewinnt mit 97 Runs |   |                  |

Uganda gewann den Münzwurf und entschied sich als Feldmannschaft zu beginnen. Als Spieler des Spiels wurde Tom Cooper ausgezeichnet.
| 14. Juli Scorecard | Bulawayo (BAC) | Papua-Neuguinea 185-7 (20)     | – | Hongkong 186-8 (20) |
|                    |                | Hongkong gewinnt mit 2 Wickets |   |                     |

Hongkong gewann den Münzwurf und entschied sich als Feldmannschaft zu beginnen. Als Spieler des Spiels wurde Barbara Hayat ausgezeichnet.

## Endrunde

### Halbfinale für den 5. bis 8. Platz
| 15. Juli Scorecard | Bulawayo (QSC) | Uganda 110 (20)           | – | Jersey 105-9 (20) |
|                    |                | Uganda gewinnt mit 5 Runs |   |                   |

Uganda gewann den Münzwurf und entschied sich als Schlagmannschaft zu beginnen. Als Spieler des Spiels wurde Benjamin Ward ausgezeichnet.
| 15. Juli Scorecard | Bulawayo (BAC) | Singapur 146 (20)              | – | Hongkong 147-3 (18.5) |
|                    |                | Hongkong gewinnt mit 7 Wickets |   |                       |

Hongkong gewann den Münzwurf und entschied sich als Feldmannschaft zu beginnen. Als Spieler des Spiels wurde Nizkat Khan ausgezeichnet.

### Spiel um Platz 7
| 17. Juli Scorecard | Bulawayo (BAC) | Singapur 140-7 (20)          | – | Jersey 141-4 (15.4) |
|                    |                | Jersey gewinnt mit 6 Wickets |   |                     |

Singapur gewann den Münzwurf und entschied sich als Schlagmannschaft zu beginnen. Als Spieler des Spiels wurde Nick Greenwood ausgezeichnet.

### Spiel um Platz 5
| 17. Juli Scorecard | Bulawayo (QSC) | Uganda 102-7 (20)         | – | Hongkong 98-8 (20) |
|                    |                | Uganda gewinnt mit 4 Runs |   |                    |

Hongkong gewann den Münzwurf und entschied sich als Feldmannschaft zu beginnen. Als Spieler des Spiels wurde Juma Miyagi ausgezeichnet.

### Halbfinale
| 15. Juli Scorecard | Bulawayo (QSC) | Simbabwe 199-5 (20)          | – | Papua-Neuguinea 172-8 (20) |
|                    |                | Simbabwe gewinnt mit 27 Runs |   |                            |

Simbabwe gewann den Münzwurf und entschied sich als Schlagmannschaft zu beginnen. Als Spieler des Spiels wurde Tony Ura ausgezeichnet.
| 15. Juli Scorecard | Bulawayo (BAC) | Vereinigte Staaten 138 (20)       | – | Niederlande 139-3 (19) |
|                    |                | Niederlande gewinnt mit 7 Wickets |   |                        |

Die Vereinigten Staaten gewann den Münzwurf und entschied sich als Schlagmannschaft zu beginnen. Als Spieler des Spiels wurde Bas de Leede ausgezeichnet.

### Spiel um Platz 3
| 17. Juli Scorecard | Bulawayo (BAC) | Papua-Neuguinea 97 (20)            | – | Vereinigte Staaten 92 (19.1) |
|                    |                | Papua-Neuguinea gewinnt mit 5 Runs |   |                              |

Die Vereinigten Staaten gewannen den Münzwurf und entschieden sich als Feldmannschaft zu beginnen. Als Spieler des Spiels wurde Chad Soper ausgezeichnet.

### Finale
| 17. Juli Scorecard | Bulawayo (QSC) | Simbabwe 132 (20)            | – | Niederlande 95 (18.2) |
|                    |                | Simbabwe gewinnt mit 37 Runs |   |                       |

Simbabwe gewann den Münzwurf und entschied sich als Schlagmannschaft zu beginnen. Als Spieler des Spiels wurde Sikandar Raza ausgezeichnet.